# Piero Poli
Pour les articles homonymes, voir Poli.
Piero Poli, né le 9 octobre 1960 à Cairo Montenotte, est un rameur d'aviron italien.

## Palmarès

### Jeux olympiques
- Séoul 1988
  -  Médaille d'or en quatre de couple

### Championnats du monde
- Championnats du monde d'aviron 1983
  -  Médaille de bronze[1].